# Coleophora taeniipennella
Coleophora taeniipennella é uma espécie de mariposa do gênero Coleophora pertencente à família Coleophoridae.